# 隆希爾鎮區 (阿肯色州溫泉縣)
隆希爾鎮區（英語：Lone Hill Township）是位於美國阿肯色州溫泉縣的一個行政鎮區。

## 地方資料
隆希爾鎮區的面積為78.53平方千米，當中陸地面積為77.81平方千米，而水域面積為0.72平方千米。根據2010年美國人口普查的數據，當地共有人口857人，而人口密度為每平方千米10.91人。